# Суперкубок Португалии по футболу 2017
Суперкубок Португалии по футболу 2017 (порт. Supertaça de Portugal) — 39-й розыгрыш Суперкубка Португалии, который проводился между чемпионом Португалии и обладателем Кубка Португалии — «Бенфикой» и финалистом Кубка Португалии — «Витория (Гимарайнш)».
«Бенфика» выиграла второй Суперкубок Португалии подряд, который стал для неё седьмым в истории.

## Отчёт о матче
| Бенфика                            | 3:1     | Витория (Гимарайнш) |
| ---------------------------------- | ------- | ------------------- |
| Жонас 6′ Сеферович 11′ Хименес 83′ | (отчёт) | Рафинья 43′         |

| «Бенфика» | «Витория» |